# Jan Władysław Pobłocki
Jan Władysław Pobłocki herbu własnego – burgrabia pomorski w latach 1695–1712.
Poseł sejmiku powiatu mirachowskiego na sejm konwokacyjny 1696 roku.